# Eugène Véron
Eugène Véron (ur. 29 maja 1825 w Paryżu, zm. 22 maja 1889 w Les Sables-d’Olonne) – jeden z czołowych estetyków francuskich drugiej połowy XIX wieku. Véron był także teoretykiem sztuki, pisarzem i publicystą.

## Życiorys
W latach 1846 – 1849 uczęszczał Véron do słynnej l'École Normale Supérieure, która w owym czasie stanowiła przybytek wolnej myśli, a do grona wykładowców należeli ludzie mający znaczący udział w rozwoju nauki we Francji. Do tej samej szkoły uczęszczali między innymi Hipolit Taine i Gabriel Séailles. W rok po ukończeniu l'École Normale Supérieure, czyli w roku 1850, Véron otrzymał agregację z filologii klasycznej i rozpoczął pracę jako profesor retoryki w Roche-sur-Yon. 
Około roku 1852, po proklamowaniu Drugiego Cesarstwa, Véron, zdeklarowany republikanin, ze względu na swoje poglądy polityczne był często przenoszony do pracy w różnych uniwersytetach w różnych miastach Francji. Pracował między innymi na uczelniach w Angers, Le Mans, Grenoble, Besançon i Colmar. Około roku 1862 Véron odszedł ze szkolnictwa uniwersyteckiego i ogłosił się wolnym profesorem w Paryżu. Pewności co do roku odejścia nie ma, za to znana jest przyczyna. Véron rozstał się ze środowiskiem akademickim po tym, jak odmówił przekształcenia przemówienia z okazji rozdania nagród uniwersyteckich w pochwałę na cześć francuskiej wyprawy militarnej do Meksyku w latach 1862 – 1867. 
Po odejściu ze szkolnictwa akademickiego, Véron oddał się pracy pisarskiej i publicystycznej. Współpracował z licznymi czasopismami, np: Progrès de Lyon, Courrier du Dimanche, Revue Nationale, Liberté de l’Hérault. W tym ostatnim objął na pewien czas stanowisko redaktora naczelnego. W roku 1875 Véron powrócił do stolicy Francji i założył czasopismo L'Art, które prowadził do swojej śmierci. Początkowo wydawane co dwa tygodnie, w 1884 roku zostało przekształcone w dwumiesięcznik. L'Art było pismem poświęconym przede wszystkim sztukom plastycznym, wydarzeniom muzycznym i teatralnym. Na łamach czasopisma Vérona publikowali swoje artykuły znani ówcześni krytycy jak: Champfleury, Philippe Burty, Jules Clarétie, Ernest Chesneau, Charles Yriarte, Anthony Valabrègue, Eugène Müntz czy Roger Marx. Każdy numer czasopisma był bogato ilustrowany. W latach 1881–1890 czasopismu L'Art towarzyszyła kronika francuskich i europejskich wydarzeń artystycznych: Le Courrier de l'Art, ukazująca się co dwa tygodnie. Zadaniem tych czasopism było między innymi, promowanie młodych artystów. W związku z tą ostatnią działalnością Véron ufundował Un Grand Prix de Florence – nagrodę florencką dla młodych talentów malarskich lub rzeźbiarskich, która była odpowiedzią na Grand Prix de Rome – nagrodę rzymską, czyli stypendium przyznawane studentom sztuk plastycznych przez Królewską Akademię Sztuk Pięknych w formie czteroletniego stażu w Rzymie. Nagrodę florencką przyznawało jury, początkowo kierowane przez Vérona, co dwa lata w formie dwuletniego stypendium we Florencji młodemu artyście, którego prace zostały wystawione na Salonie paryskim (Salon de Paris). Pośród nagrodzonych znalazł się między innymi francuski rzeźbiarz - Albert Lefeuvre za dzieło Adolescence (Młodość) (musée Fabre, Montpelier).
Wszechstronna działalność Vérona dla dobra i rozwoju sztuki zaowocowała wybraniem go na dwa lata przed śmiercią na członka Conseil supérieur de Beaux Arts – czyli Rady Wyższej Sztuk Pięknych, a następnie głównym inspektorem Musées de province - organizacji zrzeszającej w owym czasie muzea spoza regionu paryskiego.